# UnionPay
China UnionPay Co Ltd (čínsky v českém přepisu Čung-kuo Jin-lien, pchin-jinem Zhōngguó Yínlián, znaky 中国银联) zkráceně UnionPay, je čínská společnost založená roku 2002 se sídlem v Šanghaji pod dohledem Čínské lidové banky, která poskytuje finanční služby a provozuje stejnojmenný systém platebních karet vedle konkurenčních amerických Visa a MasterCard.

UnionPay logo

QuickPass je bezkontaktní platební systém součástí karet UnionPay.

Je to největší karetní systém dle hodnoty transakcí s 37 % podílu na světovém trhu v roce 2015, s většinou zákazníku v Číně. Karty UnionPay lze používat ve 181 zemích a regionech po celém světě.